# Paral·lel 73° nord
El paral·lel 73° nord és una línia de latitud que es troba a 73 graus nord de la línia equatorial terrestre. Travessa Europa, Àsia, l'Oceà Pacífic, Amèrica del Nord l'oceà Atlàntic.

## Geografia
En el sistema geodèsic WGS84, al nivell de 73° de latitud nord, un grau de longitud equival a 32,647 km; la longitud total del paral·lel és de 11.753 km, que és aproximadament 29,3% de la de l'equador, del que es troba a 8.104 km i a 1.898 km del pol Nord
Com tots els altres paral·lels a part de l'equador, el paral·lel 73° nord no és un cercle màxim i no és la distància més curta entre dos punts, fins i tot si es troben al mateix latitud. Per exemple, seguint el paral·lel, la distància recorreguda entre dos punts de longitud oposada és 5.876 km; després d'un cercle màxim (que passa pel Pol Nord), només és 3.796 km.

## Durada del dia
En aquesta latitud, el sol és visible durant 24 hores i 0 minuts a l'estiu, i resta sota l'horitzó tot el dia en solstici d'hivern.

## Arreu del món
Començant al meridià de Greenwich i dirigint-se cap a l'est, el paral·lel 73º passa per:
| Coordenades                               | País, territori o mar         | Notes                                                 |
| ----------------------------------------- | ----------------------------- | ----------------------------------------------------- |
| 73° 0′ N, 0° 0′ E / 73.000°N,0.000°E      | Oceà Atlàntic                 | Mar de Groenlàndia Mar de Noruega                     |
| 73° 0′ N, 21° 51′ E / 73.000°N,21.850°E   | Mar de Barents                |                                                       |
| 73° 0′ N, 53° 5′ E / 73.000°N,53.083°E    | Rússia                        | Nova Terra – Illa Iujni                               |
| 73° 0′ N, 56° 19′ E / 73.000°N,56.317°E   | Mar de Kara                   |                                                       |
| 73° 0′ N, 70° 3′ E / 73.000°N,70.050°E    | Rússia                        | El punt més meridional de l'illa Blanca               |
| 73° 0′ N, 70° 5′ E / 73.000°N,70.083°E    | Mar de Kara                   | Estret de Maliguin                                    |
| 73° 0′ N, 74° 5′ E / 73.000°N,74.083°E    | Rússia                        | Illa Xokalski                                         |
| 73° 0′ N, 74° 40′ E / 73.000°N,74.667°E   | Mar de Kara                   | Passa al sud de l'illa Neupokoieva, Rússia            |
| 73° 0′ N, 78° 58′ E / 73.000°N,78.967°E   | Rússia                        | Illa Sibiriakov                                       |
| 73° 0′ N, 79° 22′ E / 73.000°N,79.367°E   | Mar de Kara                   |                                                       |
| 73° 0′ N, 80° 48′ E / 73.000°N,80.800°E   | Rússia                        |                                                       |
| 73° 0′ N, 120° 7′ E / 73.000°N,120.117°E  | Mar de Làptev                 | Golf d'Olèniok                                        |
| 73° 0′ N, 122° 13′ E / 73.000°N,122.217°E | Rússia                        | Dalta del Lena                                        |
| 73° 0′ N, 129° 31′ E / 73.000°N,129.517°E | Mar de Làptev                 |                                                       |
| 73° 0′ N, 139° 40′ E / 73.000°N,139.667°E | Mar de la Sibèria Oriental    | Passa al sud de l'Illa Gran Liakhovski, Rússia        |
| 73° 0′ N, 173° 52′ E / 73.000°N,173.867°E | Oceà Àrtic                    |                                                       |
| 73° 0′ N, 145° 29′ O / 73.000°N,145.483°O | Mar de Beaufort               |                                                       |
| 73° 0′ N, 124° 36′ O / 73.000°N,124.600°O | Canadà                        | Territoris del Nord-oest – Illa de Banks              |
| 73° 0′ N, 117° 35′ O / 73.000°N,117.583°O | Estret del Príncep de Gal·les |                                                       |
| 73° 0′ N, 116° 44′ O / 73.000°N,116.733°O | Canadà                        | Territoris del Nord-oest - Illa Victòria              |
| 73° 0′ N, 114° 1′ O / 73.000°N,114.017°O  | Estret de Richard Collinson   |                                                       |
| 73° 0′ N, 113° 6′ O / 73.000°N,113.100°O  | Canadà                        | Territoris del Nord-oest - Illa Victòria              |
| 73° 0′ N, 112° 53′ O / 73.000°N,112.883°O | Badia de Wynniatt             |                                                       |
| 73° 0′ N, 110° 35′ O / 73.000°N,110.583°O | Canadà                        | Territoris del Nord-oest - Illa Victòria              |
| 73° 0′ N, 110° 18′ O / 73.000°N,110.300°O | Badia de Hadley               |                                                       |
| 73° 0′ N, 108° 7′ O / 73.000°N,108.117°O  | Canadà                        | Nunavut - Illa Victòria i Illa Stefansson             |
| 73° 0′ N, 105° 0′ O / 73.000°N,105.000°O  | Canal de M'Clintock           |                                                       |
| 73° 0′ N, 102° 30′ O / 73.000°N,102.500°O | Canadà                        | Nunavut - Illa del Príncep de Gal·les                 |
| 73° 0′ N, 101° 45′ O / 73.000°N,101.750°O | Badia d'Ommanney              |                                                       |
| 73° 0′ N, 100° 25′ O / 73.000°N,100.417°O | Canadà                        | Nunavut - Illa del Príncep de Gal·les i illa Prescott |
| 73° 0′ N, 96° 35′ O / 73.000°N,96.583°O   | Estret de Peel                |                                                       |
| 73° 0′ N, 95° 45′ O / 73.000°N,95.750°O   | Canadà                        | Nunavut – Illa Somerset                               |
| 73° 0′ N, 91° 37′ O / 73.000°N,91.617°O   | Estret del Príncep Regent     |                                                       |
| 73° 0′ N, 89° 21′ O / 73.000°N,89.350°O   | Canadà                        | Nunavut - Illa de Baffin                              |
| 73° 0′ N, 86° 23′ O / 73.000°N,86.383°O   | Admiralty Inlet               |                                                       |
| 73° 0′ N, 85° 2′ O / 73.000°N,85.033°O    | Canadà                        | Nunavut - Illa de Baffin                              |
| 73° 0′ N, 80° 37′ O / 73.000°N,80.617°O   | Navy Board Inlet              |                                                       |
| 73° 0′ N, 80° 7′ O / 73.000°N,80.117°O    | Canadà                        | Nunavut – Illa de Bylot                               |
| 73° 0′ N, 76° 15′ O / 73.000°N,76.250°O   | Badia de Baffin               |                                                       |
| 73° 0′ N, 55° 30′ O / 73.000°N,55.500°O   | Groenlàndia                   | Puugutaa                                              |
| 73° 0′ N, 23° 10′ O / 73.000°N,23.167°O   | Groenlàndia                   | Illa Geographical Society                             |
| 73° 0′ N, 22° 26′ O / 73.000°N,22.433°O   | Oceà Atlàntic                 | Mar de Groenlàndia Mar de Noruega                     |